# Pfaffenhofen an der Roth
Pfaffenhofen an der Roth település Németországban, azon belül Bajorországban. Lakosainak száma 7412 fő (2023. december 31.). Pfaffenhofen an der Roth Neu-Ulm, Nersingen, Bibertal, Ichenhausen, Stoffenrieder Forst, Weißenhorn, Senden és Holzheim (bei Neu-Ulm) községekkel határos.

## Népesség
A település népessége az elmúlt években az alábbi módon változott:
| Lakosok száma | 304  | 901  | 3145 | 5897 | 6985 | 7101 | 7210 | 7281 | 7301 | 7412 |
|               | 1875 | 1950 | 1975 | 1987 | 2012 | 2014 | 2016 | 2017 | 2021 | 2023 |